# 軽油

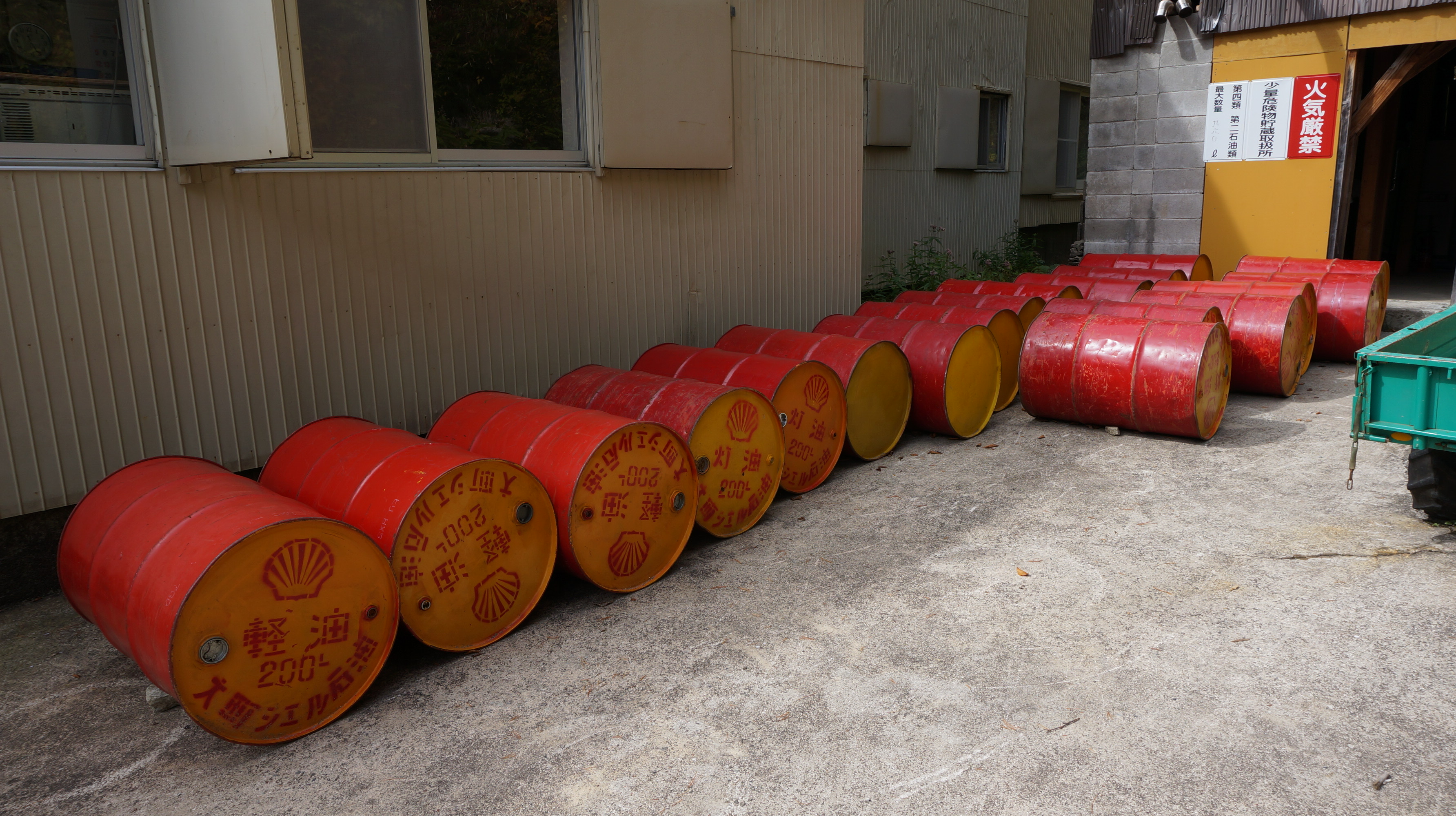
軽油のドラム缶

軽油（けいゆ、英: diesel fuel）は、原油から製造される石油製品の一種。主としてディーゼルエンジンの燃料として使用される。ディーゼル燃料（ディーゼルねんりょう）ともいう。

## 概要
軽油は、原油を蒸留（石油精製）することによって得られる炭化水素混合物である。沸点範囲は180 - 350 ℃ 程度。主成分は炭素数10 - 20程度のアルカンである。精製直後は無色だが、出荷前にエメラルドグリーンなどに着色される（精製会社により異なる）。
消防法において第4類危険物（引火性液体）の第2石油類に灯油とともに属する。消防法での指定数量はガソリンの200リットルに対して5倍の1000リットルだが、これは貯蔵方法についての基準を示すもので、ガソリンの5倍安全という意味ではない。軽油の引火点は45 ℃であり、ガソリンの引火点（−40 ℃）よりも高いことから比較的安全とされているが、炎天下などでは液温が引火点を超える可能性があるほか、何らかの事情で霧状になると常温でも引火するため取り扱いには注意が必要である。
軽油の名は重油に対応して付けられたものだが、「軽自動車用の燃料」と誤解されることがある。軽自動車にディーゼルエンジンが搭載されることはまずないため、日本のガソリンスタンドでは、軽自動車への誤給油を防ぐため、「軽油」の代わりに「ディーゼル」と表記されている場合がある。
中国語では「柴油」といい、「軽油」は別物の「軽質ナフサ」あるいは「軽質コールタール」を指す。

## 用途
主にディーゼルエンジンの燃料として用いられる。
自動車（特に大型車）・鉄道車両・船舶用のディーゼル燃料が日本の軽油の消費量の95%を占めるが、建設機械・農業機械の燃料、窯業・鉄鋼用の燃料、電力用内燃力発電における発電機燃料としても使用されている。高出力で熱効率（燃費）が良いため、負荷の大きいバスやトラックに向いており、また日本ではガソリンよりも税金（軽油引取税等）が安い利点もある。
西ヨーロッパでは日本に比べると、ガソリンに対する価格的な優位性が無く、軽油の方が高値で販売されている国もある。車両価格においてもガソリン車のそれを上回るにもかかわらず、自家用車でのディーゼルエンジン搭載車両の割合が非常に高い（→ディーゼル自動車）。北米では、軽油の方がガソリンよりも高いので、自家用車用途ではほとんど普及していない。全て商用貨物車（トラック）である。
フォルクスワーゲンが、一時期環境に良いことを宣伝してディーゼルエンジン車を売り出したが、ディフィートデバイス排気ガス不正事件により頓挫してしまった。日本は、生成される軽油の量に対して使用量が下回っているので、軽油は輸出されている。そのため、近年のディーゼル車の普及は、売らざるを得ない軽油を自ら消費できるという点において、日本の経済にとっても有益となっている。
ディーゼルエンジンを用いる軍用車輌にも使われているが、アメリカ陸軍では、1988年から「単一燃料コンセプト（SFC）」として、ジェット燃料のJP-8へと使用燃料を統一するテストを開始しており、戦車・装甲車・貨物自動車・ヘリコプターから偵察用バイクまで、事実上の灯油であるJP-8を使用するようになっている。

## 品質
ディーゼル用軽油としての要求性状は
1. 始動・燃焼を順調に行うため着火性の良いこと。すなわちセタン価が高いこと。
2. 燃焼を均一に行うために噴霧状態を良くすることが必要である。そのため、燃料中に不純物を含まず、かつ、粘度が適当であること。
3. 不完全燃焼による炭素（すす）の生成を防止するため、アスファルトなどの高沸点留分が少ないこと。

などである。
これらをふまえた上で、軽油の規格は次のとおりとされる。
| 試験項目                  | 試験方法                                                   | 種類       | 種類       | 種類       | 種類        | 種類       |
| 試験項目                  | 試験方法                                                   | 特1号      | 1号        | 2号        | 3号         | 特3号      |
| ------------------------- | ---------------------------------------------------------- | ---------- | ---------- | ---------- | ----------- | ---------- |
| 引火点 (℃)                | JIS K 2265                                                 | 50以上     | 50以上     | 50以上     | 45以上      | 45以上     |
| 蒸留性状 90%留出 温度 (℃) | JIS K 2254                                                 | 360以下    | 360以下    | 350以下    | 330以下(*1) | 330以下    |
| 流動点 (℃)                | JIS K 2269                                                 | +5以下     | -2.5以下   | -7.5以下   | -20以下     | -30以下    |
| 目詰まり点 (℃)            | JIS K 2288                                                 | －         | -1以下     | -5以下     | -12以下     | -19以下    |
| 10%残油の残留 炭素分質量% | JIS K 2270                                                 | 0.1以下    | 0.1以下    | 0.1以下    | 0.1以下     | 0.1以下    |
| セタン指数(*2)            | JIS K 2280                                                 | 50以上     | 50以上     | 45以上     | 45以上      | 45以上     |
| 動粘度 (30 ℃) mm2/s       | JIS K 2283                                                 | 2.7以上    | 2.7以上    | 2.5以上    | 2.0以上     | 1.7以上    |
| 硫黄分（質量％）          | JIS K 2541-1, JIS K 2541-2, JIS K 2541-6 又は JIS K 2541-7 | 0.0010以下 | 0.0010以下 | 0.0010以下 | 0.0010以下  | 0.0010以下 |
| 密度 (15 ℃) g/cm3         | JIS K 2249                                                 | 0.86以下   | 0.86以下   | 0.86以下   | 0.86以下    | 0.86以下   |
| 備考                      | 備考                                                       | 夏季用     | 夏季用     | 冬季用     | 寒冷地用    | 寒冷地用   |

(*1)動粘度 (30 ℃) が4.7 mm2/s以下の場合には、350 ℃とする。

(*2)セタン指数は、セタン価を用いることもできる。
- 地方税法上の軽油の規格
  - 比重：温度15度において、0.8017を超え0.8762まで
  - 分留性状90%留出温度：267度を超え400度まで
  - 残留炭素分：90%を留出した後の残油に含まれている炭素分の重量が残油総重量の0.2%以下
  - 引火点：130度以下
- 関税定率法上の軽油の規格
  - 比重：温度摂氏15度において、0.8757以下
  - 分留性状90%留出温度：310度を超え400度まで
- 揮発油等の品質の確保等に関する法律上の軽油の規格
  - 硫黄分：0.005質量%（50 ppm）以下　→　2007年からは、10 ppm 以下[3]。
  - セタン指数：45以上
  - 90%留出温度：360度以下

### 低硫黄化（脱硫）
環境規制に対応するため、自動車の触媒やディーゼルパティキュレートフィルター（DPF）に悪影響を及ぼす硫黄分を減らす、低硫黄（サルファーフリー）化が1992年（平成4年）に5,000 ppmから2,000 ppmへ、1997年（平成9年）からは500 ppmへと段階的に進められ、日本国政府の規制においては2005年（平成17年）から50 ppmへ、東京大気汚染訴訟後の2007年（平成19年）から10 ppmへと、さらなる低硫黄化が進められた。
日本では2004年（平成16年）末、自動車排出ガス規制に関連する「自動車燃料品質規制値」の変更に伴い、軽油に含まれる硫黄の許容限界は、従来の0.01 %質量以下から0.005 %質量（50 ppm）以下へと改められ、2007年（平成19年）からは10 ppm 以下へと改められた。
なお、石油連盟に加盟する元売りにおける、50 ppmおよび10 ppmの供給は、日本国政府の規制より早く、50 ppmは1年9か月早い2003年（平成15年）4月より、10 ppmは2年前倒しで2005年（平成17年）1月から自主的に供給する形となった。
これらは世界的にも早く、欧州連合やアメリカ合衆国では広範囲な地域に供給が及ぶため単純な比較は出来ないものの、EUやアメリカよりも早く、統一したサルファーフリー軽油の供給が成されたことになる。なおEUの規制では50 ppmが2005年から、10 ppmが2009年から、アメリカでは2006年6月1日より15 ppm（ノンロード用除く）となっている。
燃料内の硫黄分は、噴射ポンプと噴射ノズルの潤滑のためには必要な要素であったため、脱硫した軽油には潤滑剤（材）が添加されている。

## 販売
軽油やガソリンは、特約店を通じてガソリンスタンド等で販売されるのが一般的であるが、同じ自動車燃料として使用されるガソリンと異なる点として、軽油は需要の多くがバスやトラック業者などの大口需要家で占められることから、大口需要家に対しては、元売や特約店による需要家の所有する地下タンクへの直接納入（インタンク）が行われる。また軽油に特化した広域販売店（フリート）での販売も行われている。

### 冬季用の軽油
一般的な軽油（1号軽油あるいは特1号軽油）は、冬場（おおむね11月 - 3月。場合によっては4月まで）に低温で放置すると、凍結してしまう。このため、ガソリンスタンドにおいて冬場の軽油（おおむね11月 - 3月。場合によっては4月まで）は、1号軽油から2号軽油、ないしは3号軽油もしくは特3号軽油に差し替えて販売されている。
マツダのSKYACTIV-D搭載車や三菱・デリカスターワゴンなどのディーゼル車の取扱説明書によれば、寒冷地（特に北海道）にフェリーで渡航する際には、普段の軽油を渡航前（乗船前）までに半分程度以下になるように調整し、渡航後（乗船後）に給油所で寒冷地に対応した軽油（3号軽油もしくは特3号軽油）をガソリンスタンドで満タンにすることが推奨されている。

### 寒冷地軽油
寒冷地の冬期用の軽油として、3号ないしは特3号の規格の軽油がある。石油連盟によれば、3号軽油は中部の山岳部、東北地方（関東北部と北陸の各一部地域を含む）と北海道の一部地域において12月 - 3月の期間に適用され、特3号軽油は道南地域を除いた北海道の全域において1 - 3月の期間に適用される。

## プレミアム軽油
SUVなどのRVブームが続いていた1990年代、合併して日石三菱となる前の日本石油と三菱石油、コスモ石油、三井石油が「プレミアムガソリン」に対抗して、一般的な軽油（ノーマル軽油）より付加価値の高い軽油としてプレミアム軽油を発売した。このプレミアム軽油は一般的な軽油（ノーマル軽油）に対し、燃料噴射系の汚れを落とす「清浄剤」、自己着火（発火）性を向上し、低温始動時の白煙や高負荷時の黒煙を減少させるセタン価向上剤（セタン価+3程度）、防錆剤が添加されている。ただし、バスなどの中・大型自動車については、これらに対応できるガソリンスタンドで販売できるところが存在しないか、もしくは少なかったことや、コスト上の問題で全てのディーゼル車への普及には至らなかったが、黒煙を多少なりとも減らすことにとっては役立つものであった。日本石油はプレミアム軽油用の地下タンクとポンプを別に設け、消費者が両者を選択できるようにしていたのに対し、三菱石油はそれぞれを扱う店舗を分け、専売とする方針であった。日石三菱のガソリンスタンドのブランド（トレード）がENEOSに変更され、社名が新日本石油（現在のENEOS）に変更された後もプレミアム軽油の販売が継続されていたが、前記の理由で全てのENEOSのサービスステーションで取り扱われていたわけではない（特に高速道路のサービスエリアやパーキングエリアに設置されているガソリンスタンドにおいては、プレミアム軽油を取り扱っていなかった）。
なお、三井石油は2002年、ENEOSは2011年3月31日、コスモ石油は2012年3月31日をもってプレミアム軽油の販売を終了した。ENEOSではプレミアム軽油販売終了後、ノーマル軽油に軽油添加剤「ENEOSエコフォースD」を、コスモ石油では「エコディー・ファイン」を入れることでプレミアム軽油とほぼ同等の性能が得られると知らせている。
しかし、最近になってENEOSが再びプレミアム軽油の販売を始めたが全てのSSで取り扱いがあるわけではなく、一部のSSのみである。

## 軽油引取税
ディーゼル車用燃料として使われる軽油の取引には、軽油引取税という都道府県税（地方税）がかかる。ちなみに、ガソリンには、国税（中央税）のガソリン税（地方道路税および消費税（二重課税）を含む）がかかる。
以前は軽油引取税を脱税するために、重油や灯油を混合してディーゼル車で使えるようにした不正軽油が製造・販売・消費されており、その排出ガスに多く含まれる煤煙や硫黄酸化物の増加によって、大気汚染も含めて社会問題化した。
軽油引取税の一般財源化（総合財源化）が審議されているが、一般財源化されるのであれば道路建設目的の財源ではなくなるため、仮に軽油のみに課税することになれば、課税の公平性を保つ上での大きな争点になりうる。ただし現実にはその逆で、ガソリン税に対して、軽油税ははるかに税率が低い。軽油とガソリンが同じ税率である欧州とは異なり、日本では運輸業界への配慮から軽油が大幅に優遇されている。これは逆の意味で、課税の公平性を保つ上での大きな争点になりうる。なお、運輸業界は自民党議員へ長年にわたり政治資金を提供している。そしてその資金は事実上優遇された軽油税によって捻出されているといえる。

## その他
灯油をディーゼル車に給油する場合や、軽油と混ぜて（混和）販売・消費するには、事前に各都道府県税事務所の許可が必要である。実際にディーゼル車に灯油を給油する際には燃料タンク内を空にし、空であることを都道府県税事務所所員立会いの下、目視で確認してもらってから給油が可能となる。神奈川県税事務所で確認した限りでは、混和してよい灯油は「製油所内で製造される灯油識別剤の入ってない灯油に限る。」とされているため、製油所から出荷される前に識別剤が投入されている現状ではそれを入手することは事実上不可能で、軽油引取税もタンクに入れた量をそのまま直ちに申告すればよいものではなく、購入した量、消費した量、残存量を所定の書類に記入した上で、月二回事務所に直接報告しなければならず、個人で灯油をディーゼル車に給油するメリットは全く無い。また、軽油に硫黄分が 500 ppm 含まれていた頃、灯油は 80 ppm 程度であったため、灯油を燃料にすれば硫黄酸化物（や黒煙）を減らせると信じられていたが、現行の軽油が 10 ppm まで硫黄分が減っている事と、灯油にはディーゼルエンジンに使用した場合に噴射ポンプや噴射ノズルを潤滑する成分が含まれていないため、却ってそれらを壊すこととなる。ただし、列型噴射ポンプを採用しているディーゼルエンジンの場合、燃料圧縮用カムはエンジンオイルで潤滑されるため、耐性には幾分かの余裕がある。
また、寒冷地において冬季に非常に外気温が低下し目詰まり点を大きく下回ると、軽油中のパラフィン分が析出し燃料フィルター閉塞などのトラブルが発生する場合があり、季節・地域に合わせた号数（3号、特3号）を使用する必要があるので、ディーゼル車で冬季に非寒冷地から寒冷地に移動する場合や高地を通過する場合その点に留意する必要がある。JIS K 2204（解説）には、低温特性の観点からみた軽油のガイドラインが示されている。大抵はその地域のガソリンスタンドではその地域の気温に合わせた号数の軽油で販売されているので、温暖地から寒冷地に行く場合は少なめの燃料で出発して現地で改めて給油すべきであろう（エンジンが長時間止まり燃料が冷えた時のみ問題となるため）。

### 混油
軽油はディーゼルエンジン車用の燃料であり、ガソリン車に軽油を入れてエンジンを稼働した場合は、走行中にエンジンが停止するなど事故の原因になる。ディーゼル車にガソリンを入れてエンジンを稼働した場合は、噴射ポンプや噴射ノズルに損傷を与える。

### 保管
軽油は揮発性が低く、ポリタンクでの保管が認められているが、その際のタンクの色は消防法により軽油と同じ緑色であり、かつ内容物が軽油と記載することを義務付けられている。したがって灯油用の青色、その他の色のタンクに保管した場合や、緑色のタンクであっても内容物の記載がない場合消防法違反に該当する可能性がある。